# 巴林国民议会
巴林国民议会（阿拉伯语：المجلس الوطني البحريني）是巴林的国家立法机关。巴林国民议会实行两院制，由协商会议和众议院组成。协商会议由巴林国王任命的40名议员组成，议长也由国王任命；协商会议议员任期4年，可被多次任命。众议院由40名议员组成，议长由议员投票选出；众议院40名议员来自巴林40个不同选区，由选民直接选举产生，议长由议员投票选出。议员任期4年，可连选连任。